# Wiaczesław Aleksandrowicz
Wiaczesław Aleksandrowicz Aleksandrowicz (właśc. Piotr Dmitrijewski) (ros. Вячеслав Александрович Александрович (Пётр Дмитриевский), ur. 1884, zm. 8 lipca 1918 w Moskwie) – działacz partii eserowskiej, funkcjonariusz Czeki.
Działacz partii lewicowych eserowców, aresztowany i 1912 skazany na zesłanie do guberni irkuckiej, skąd 1915 zbiegł. Od 1917 członek Komitetu Wykonawczego Rady Piotrogrodzkiej. W latach 1917–1918 członek WCIK, od grudnia 1917 do lipca 1918 członek KC Partii Lewicowych Socjalistów-Rewolucjonistów. Od 21 stycznia do 7 lipca 1918 towarzysz przewodniczącego Czeki przy Radzie Komisarzy Ludowych RFSRR F. Dzierżyńskiego, od marca do 7 lipca 1918 szef wydziału Czeki przy Radzie Komisarzy Ludowych RFSRR ds. walki ze zbrodniami. Jeden z przywódców powstania lewicowych eserowców w Moskwie w lipcu 1918, za co 7 lipca 1918 został aresztowany i następnego dnia rozstrzelany.